# إيوستاس هايدون
إيوستاس هايدون هو مؤرخ كندي، ولد في 1880، وتوفي في 1 أبريل 1975.